# Kalanchoe petitiana
Kalanchoe petitiana är en fetbladsväxtart som beskrevs av Achille Richard. Kalanchoe petitiana ingår i släktet Kalanchoe och familjen fetbladsväxter. Utöver nominatformen finns också underarten K. p. neumannii.